# Jazian Gortman
Jazian Gortman (Columbia, Carolina del Sur; 14 de marzo de 2003) es un baloncestista estadounidense que actualmente se encuentra sin equipo. Con 1,88 metros de estatura, juega en la posición de base.

## Trayectoria deportiva

### High School
Gortman asistió al instituto de secundaria W. J. Keenan en Columbia, Carolina del Sur, donde promedió 23,1 puntos, 5,8 rebotes y 3,3 robos por partido, siendo considerado uno de los mejores jugadores de secundaria del país. Sin embargo, antes de su último año, decidió dejar la escuela secundaria y convertirse en profesional.

### Profesional
El 11 de agosto de 2021 firmó con los YNG Dreamerz de la Overtime Elite, una liga profesional para jugadores entre 16 y 20 años, para la temporada 2022-2023. En su primera temporada como profesional, promedió 13,9 puntos, 3,9 asistencias, 4,8 rebotes y 2,5 robos por partido.
Tras no ser seleccionado en el draft de la NBA de 2023, se unió a los Milwaukee Bucks para la Liga de Verano de la NBA, y el 15 de julio firmó con ellos. Sin embargo, fue despedido el 18 de octubre, y doce días después se unió a su filial de la G League, los Wisconsin Herd. En 18 partidos promedió 6,9 puntos, 2,1 rebotes y 2,5 asistencias en algo menos de 15 minutos.
El 12 de enero de 2024 fue traspasado a los Rip City Remix a cambio de Malachi Smith, jugando en 23 partidos y promediando 10,5 puntos, 2,7 rebotes y 4,2 asistencias en 21,2 minutos.
El 12 de julio de 2024 firmó con los Dallas Mavericks, se unió a ellos para la Liga de Verano de la NBA, y el 18 de octubre, su acuerdo se convirtió en un contrato dual. El 26 de enero de 2025 fue despedido por los Mavericks.